# Oskar Schönning
Oskar Schönning, född 13 februari 1979, är en svensk musiker (kontrabas och ibland elbas). Oskar Schönning har främst varit verksam som jazzmusiker och driver bandet Oskar Schönning, men har även spelat med till exempel Loney, dear. Han är uppvuxen i byn Älgnäs, nära Holmsveden.
I Annika Norlins bok Texter finns ett avsnitt Till Oskar Schönning: Belgrade Tapes-